# Schwarzschwanz-Seidenäffchen

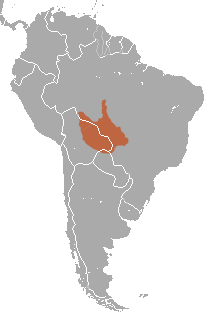
Verbreitungsgebiet des Schwarzschwanz-Seidenäffchens.

Das Schwarzschwanz-Seidenäffchen (Mico melanurus, Syn.: Callithrix melanura) ist eine Primatenart aus der Familie der Krallenaffen.

## Merkmale
Schwarzschwanz-Seidenäffchen sind wie alle Krallenaffen relativ kleine Primaten, sie erreichen eine Kopfrumpflänge von rund 23 Zentimetern und eine Schwanzlänge von 33 Zentimetern. Ihr Fell ist an der Oberseite dunkelbraun gefärbt, der Bauch ist heller. An den Oberschenkeln befinden sich auffällige weiße Streifen. Der Kopf ist ebenfalls dunkelbraun, das Gesicht ist haarlos, die großen Ohren ragen aus dem Fell. Namensgebendes Merkmal ist der schwarze Schwanz, der länger als der Körper und buschig ist.

## Verbreitung und Lebensraum
Schwarzschwanz-Seidenäffchen haben das südlichste und größte Verbreitungsgebiet aller Seidenäffchen, sie bewohnen das südwestliche Brasilien (Mato Grosso, Rondônia), das östliche Bolivien und den äußersten Norden Paraguays. Ihr Lebensraum sind Wälder, neben feuchten Wäldern (etwa im Pantanal) bewohnen sie auch trockenere, savannenartige Regionen.

## Lebensweise
Diese Primaten sind tagaktive Baumbewohner. Im Geäst bewegen sie sich auf allen vieren laufend oder springend fort. Sie leben in Gruppen von fünf bis 14 Tieren, die ein Revier von zehn bis 40 Hektar bewohnen und gegen andere Gruppen verteidigen. Die Gruppen sind häufig Familiengruppen mit nur einem ausgewachsenen Paar. Befinden sich mehrere Weibchen in einer Gruppe, pflanzt sich nur das dominante fort. Wie bei allen Krallenaffen kommen häufig zweieiige Zwillinge zur Welt. Der Vater und die anderen Gruppenmitglieder kümmern sich intensiv um die Jungen. Sie tragen sie und übergeben sie der Mutter nur zum Säugen.
Die Nahrung dieser Tiere besteht aus Früchten, Baumsäften und Insekten. Wie alle Marmosetten haben sie spezialisierte Zähne im Unterkiefer, mit denen sie die Baumrinde annagen können, um an die Baumsäfte zu gelangen.

## Gefährdung
Schwarzschwanz-Seidenäffchen haben ein großes Verbreitungsgebiet und sind relativ anpassungsfähig. Es sind keine Bedrohungen bekannt, die IUCN listet die Art als „nicht gefährdet“ (least concern).